# Горка (Тосненский район)
Го́рка — деревня в Тосненском городском поселении Тосненского района Ленинградской области.

## История
Деревня Горка упоминается на карте Санкт-Петербургской губернии 1792 года А. М. Вильбрехта.

ГОРКА — деревня с усадьбой при реке Тосна, Аватинского сельского общества, прихода села Марьина.

Дворов крестьянских — 3. Строений — 20, в том числе жилых — 7.

Число жителей по семейным спискам 1879 г.: 8 м. п., 13 ж. п.; по приходским сведениям 1879 г.: 12 м. п., 13 ж. п. 
 
Жители занимаются пилкою и возкою дров.

При ней усадьба.

Дворов крестьянских — нет. Строений — 7, в том числе жилых — 2.

Число жителей по приходским сведениям 1879 г.: 5 м. п., 1 ж. п. 
 
Мелочная лавка. Питейный дом. (1884 год)

В конце XIX — начале XX века деревня административно относилась к Марьинской волости 1-го стана 1-го земского участка Новгородского уезда Новгородской губернии.

ГОРКА — деревня Аватинского сельского общества, дворов — 4, жилых домов — 4, число жителей: 18 м. п., 19 ж. п. 

Занятия жителей — земледелие, лесные заработки, отхожие промыслы. (1907 год)

К 1913 году количество дворов в деревне Горка осталось прежним.
Согласно военно-топографической карте Петроградской и Новгородской губерний издания 1917 года деревня Горка насчитывала уже 7 крестьянских дворов.
По данным 1933 года деревня называлась Авати Горка и входила в состав Андриановского сельсовета Тосненского района.

План деревни Горка. 1939 год

Согласно топографической карте 1939 года деревня насчитывала 3 крестьянских двора. В деревне была своя школа.
По данным 1966 и 1973 годов деревня называлась Горка и также находилась в составе Андриановского сельсовета.
По данным 1990 года деревня Горка находилась в составе Тарасовского сельсовета.
В 1997 году в деревне Горка Тарасовской волости проживали 3 человека, в 2002 году — также 3 человека (все русские).
В 2007 году в деревне Горка Тосненского ГП — также 3.

## География
Деревня расположена в центральной части района на автодороге 41К-882 (Ушаки — Гуммолово), к югу от центра поселения города Тосно.
Расстояние до административного центра поселения — 23 км.
Расстояние до ближайшей железнодорожной станции Ушаки — 20 км.
Деревня находится на правом берегу реки Тосна.

## Демография
| 2007 | 2010 | 2017 |
| ---- | ---- | ---- |
| 3    | ↗4   | ↗9   |